# Liste der Monuments historiques in Gouézec
Die Liste der Monuments historiques in Gouézec führt die Monuments historiques in der französischen Gemeinde Gouézec auf.

## Liste der Bauwerke
| Bezeichnung                                    | Beschreibung | Standort | Kennzeichnung | Schutzstatus | Datum | Bild           |
| ---------------------------------------------- | ------------ | -------- | ------------- | ------------ | ----- | -------------- |
| Allée couverte von Loch-ar-Ronfl               |              | (Lage)   | PA00089972    | Classé       | 1975  | weitere Bilder |
| Kapelle Notre-Dame                             |              | (Lage)   | PA00089973    | Inscrit      | 1926  | weitere Bilder |
| Kapelle Notre-Dame des Trois-Fontaines         |              | (Lage)   | PA00089974    | Classé       | 1922  | weitere Bilder |
| Kirche St-Pierre mit Calvaire und Triumphbogen |              | (Lage)   | PA00089975    | Classé       | 1914  | weitere Bilder |

## Liste der Objekte
- Monuments historiques (Objekte) in Gouézec in der Base Palissy des französischen Kultusministeriums